# Llista d'abats del monestir de Sant Cugat
La llista d'abats del monestir de Sant Cugat inclou tot l'abaciologi d'aquest cenobi masculí des de la seva fundació al segle viii fins a l'exclaustració de l'any 1835, deguda a la Desamortització.

## Abaciologi de Sant Cugat
| segle viii  | abats no documentats                                                                  | abats no documentats |
| segle viii  | 785–818                                                                               | Deodat (presumiblement elegit per Carlemany)                                                                                  |
| segle ix    | 820–835                                                                               | Abrabald |
| segle ix    | 836–850?                                                                              | Sunifred |
| segle ix    | …                                                                                     | … |
| segle ix    | 857?–866                                                                              | Donadéu |
| segle ix    | 866–868                                                                               | Otger |
| segle ix    | …                                                                                     | … |
| segle ix    | 874–878                                                                               | Odiló |
|             | abats documentats                                                                     | |
| 878–895     | Ostofred (el primer abat esmentat en l'abaciologi del monestir)                       | |
| …           | …                                                                                     | |
| segle X     | 904–917                                                                               | Donadéu |
| segle X     | …                                                                                     | … |
| segle X     | 942                                                                                   | Barceló |
| segle X     | 944–954                                                                               | Gotmar |
| segle X     | 955                                                                                   | Guillemó |
| segle X     | 956–968                                                                               | Landeric Bonhome |
| segle X     | 969–973                                                                               | Ponç |
| segle X     | 974–985                                                                               | Joan |
| segle X     | 986–1010                                                                              | Odó (bisbe de Girona) |
| segle XI    | 1010–1050                                                                             | Guitard |
| segle XI    | 1051–1063                                                                             | Andreu Sendred |
| segle XI    | 1064                                                                                  | Guillem de Cervelló |
| segle XI    | 1064                                                                                  | Otger Domnuç |
| segle XI    | 1065–1086                                                                             | Andreu Riculf |
| segle XI    | 1087–1089                                                                             | Pere |
| segle XI    | …                                                                                     | … |
| segle XI    | 1091–1103                                                                             | Berenguer Folc (bisbe de Barcelona)                                                                                           |
| segle XII   | 1103                                                                                  | Ramon de Montcada |
| segle XII   | 1103–1108                                                                             | Renard |
| segle XII   | 1108–1109                                                                             | Ot |
| segle XII   | 1109–1131                                                                             | Roland Oliver |
| segle XII   | 1131–1145                                                                             | Armengol |
| segle XII   | 1145–1146                                                                             | Guerau de Castellet |
| segle XII   | 1147–1150                                                                             | Alerand de Sarrià |
| segle XII   | 1151–1173                                                                             | Ramon de Sentmenat |
| segle XII   | 1174–1205                                                                             | Guillem d'Avinyó |
| segle xiii  | 1205–1211                                                                             | Berenguer de Santa Oliva |
| segle xiii  | 1211–1219                                                                             | vacant |
| segle xiii  | 1220–1225                                                                             | Ramon de Banyeres |
| segle xiii  | 1226–1232                                                                             | Arnau de Palou |
| segle xiii  | 1232–1255                                                                             | Pere d'Amenys |
| segle xiii  | 1255–1261                                                                             | Pere de Torroella |
| segle xiii  | 1261–1276                                                                             | Pere Feliu |
| segle xiii  | 1277–1294                                                                             | Guerau de Clasquerí |
| segle xiii  | 1294–1298                                                                             | Guerau de Santmartí |
| segle xiii  | 1298–1306                                                                             | Ponç Burguet |
| segle xiv   | 1306–1339                                                                             | Galceran de Llobets |
| segle xiv   | 1339–1348                                                                             | Bernat de Vallseca |
| segle xiv   | 1348–1350                                                                             | Arnau Ramon de Biure (Fou assassinat per Berenguer de Saltells)                                                               |
| segle xiv   | 1351–1385                                                                             | Pere Bosquets |
|             | abats d'elecció papal                                                                 | |
| 1385–1394   | Bernado Tereni                                                                        | |
| 1394–1398   | Joan Ermengol                                                                         | |
| 1398–1408   | Berenguer de Rajadell                                                                 | |
| segle XV    | 1409–1411                                                                             | Dalmau de Cartellà i Despou. 16é President de la Generalitat                                                                  |
| segle XV    | 1411–1415                                                                             | Jaume de Montcorb |
| segle XV    | 1416–1419                                                                             | Bernat Estruç |
| segle XV    | 1420–1430                                                                             | Joan de Tries |
| segle XV    | 1431–1450                                                                             | Pere |
| segle XV    | 1451–1461                                                                             | Pere Sort |
| segle XV    | 1461–1471                                                                             | Antoni Alemany |
|             | abats comendataris                                                                    | |
| 1471–1473   | Pietro Riario (cardenal de Sant Sixt)                                                 | |
| 1473–1479   | Stefano Nardini (cardenal de Sant Adrià)                                              | |
| 1479–1508   | Gaufred Sort                                                                          | |
| segle XVI   | 1508–1519                                                                             | Alfons d'Aragó (arquebisbe de Saragossa)                                                                                      |
| segle XVI   | …                                                                                     | … |
| segle XVI   | 1521–1522                                                                             | Joan Llàtzer Serapica |
| segle XVI   | 1522–1529                                                                             | Enric de Cardona i Enríquez (cardenal de Sant Marcello i arquebisbe de Mont-real de Sicília)                                  |
| segle XVI   | 1530–1534                                                                             | Alessandro Cesarini (cardenal de Santa Maria in Via Lata)                                                                     |
| segle XVI   | 1534–1538                                                                             | Jaume Paratges |
| segle XVI   | 1539–1558                                                                             | Pere Àngel Ferrer i Despuig. 65é President de la Generalitat.                                                                 |
|             | abats de patronal reial                                                               | |
| 1561–1573   | Lluís de Cervelló                                                                     | |
| 1573–1589   | vacant                                                                                | |
| 1589–1590   | Miquel Quintana                                                                       | |
| …           | …                                                                                     | |
| 1595–1617   | Miquel d'Aimeric i de Codina. 85é President de la Generalitat. (abans abat de Lavaix) | |
| 1618–1640   | Francesc d'Erill i Sentmenat (abans abat de Cuixà)                                    | |
| …           | …                                                                                     | |
| segle XVII  | 1645–1652                                                                             | Gaspar Sala i Berard (elegit per Lluís XIII de França)                                                                        |
| segle XVII  | …                                                                                     | … |
| segle XVII  | 1656–1659                                                                             | Gispert d'Amat i Desbosc de Sant Vicenç                                                                                       |
| segle XVII  | 1659–1670                                                                             | Gaspar Sala i Berard (retorna de França després del tractat dels Pirineus)                                                    |
| segle XVII  | …                                                                                     | … |
| segle XVII  | 1674–1694                                                                             | Francesc Bernat de Ponç (abans abat de Besalú)                                                                                |
| segle XVII  | …                                                                                     | … |
| segle XVII  | 1696–1711                                                                             | Baltasar de Muntaner i de Sacosta. 110é President de la Generalitat. (abans abat de Galligants i després arquebisbe de Mèxic) |
| segle XVII  | …                                                                                     | … |
| segle xviii | 1713–1726                                                                             | Francesc Antoni de Solanell i de Montellà. 120é President de la Generalitat.                                                  |
| segle xviii | …                                                                                     | … |
| segle xviii | 1728–1736                                                                             | Josep de Llupià i Roger (després bisbe de Lleó)                                                                               |
| segle xviii | 1736–1746                                                                             | Francesc de Serra i de Portell (abans abat de Breda)                                                                          |
| segle xviii | 1746–1782                                                                             | Bonaventura de Gaiolà i de Vilosa                                                                                             |
| segle xviii | 1782–1788                                                                             | Eustaquio de Azara i de Perera (abans abat de Santa Maria d'Amer)                                                             |
| segle xviii | 1788–1815                                                                             | Josep Gregori de Montero i d'Alòs (abans abat de Sant Esteve de Banyoles)                                                     |
| segle xix   | 1816–1830                                                                             | Andreu Casau i Torres (abans abat de Ripoll)                                                                                  |
| segle xix   | 1830–1835                                                                             | Lino Matías Picado y Franco (abans abat de Sant Joan de la Penya)                                                             |